# 1 Pułk Artylerii Lekkiej Legionów
1 pułk artylerii lekkiej Legionów Józefa Piłsudskiego (1 pal Leg.) – oddział artylerii lekkiej Wojska Polskiego w II Rzeczypospolitej.
Pułk powstał w 1919 z połączenia „krakowskiego” 1 pułku artylerii polowej i sformowanego w Rembertowie 12 pułku artylerii polowej. Wziął udział w walkach z Ukraińcami w Małopolsce Wschodniej i w wojnie polsko–bolszewickiej. W okresie międzywojennym stacjonował w Wilnie. W kampanii wrześniowej walczył w składzie macierzystej 1 Dywizji Piechoty Legionów.

## Formowanie i walki
6 listopada 1918 dowódca sił zbrojnych Galicji Zachodniej gen. Bolesław Roja nakazał kpt. Edmundowi Knoll-Kownackiemu utworzyć w Krakowie „krakowski” 1 pułk artylerii polowej. Na apel dowódcy zgłosiło się wielu żołnierzy pułku oraz innych artylerzystów z byłej armii austro-węgierskiej. 21 maja 1919 Minister Spraw Wojskowych, po przeprowadzonej reorganizacji, nadał 1 pułkowi artylerii polowej nazwę „1 pułk artylerii polowej Legionów Polskich”.
W tym czasie w Rembertowie formował się 12 pułk artylerii polowej. Jego zalążkiem była bateria działek piechoty por. Wąsowicza. Po ukończeniu organizacji pułk składał się z dwóch dywizjonów po dwie czterodziałowe baterie. Uzbrojenie stanowiły włoskie działa polowe.
W czerwcu krakowski pap i formowany w Rembertowie pod Warszawą 12 pap zostały połączone w 1 pap Leg. liczący w trzech dywizjonach osiem baterii. Na wyposażeniu dywizjonów znajdowały się działa austriackie, rosyjskie i włoskie.

### Działania na froncie wojny polsko-ukraińskiej
Sytuacja na froncie przeciwukraińskim wymusiła jednak, że już 8 listopada pod Przemyśl odeszły dwa plutony armat „krakowskiego” pułku. W Przemyślu włączono nominalnie w skład 1 pap walczącą tam baterię armat por. Władysława Hellera, wyposażoną w 100 mm haubice wz. 14. Jednocześnie oba plutony, wykorzystując znaleziony na miejscu i w Żurawicy sprzęt, wymieniły posiadane przestarzałe 9 cm armaty wz. 75 na nowe działa i rozbudowały się do dwóch pełnych baterii, z których pierwsza otrzymała 80 mm armaty wz. 05/08, a druga 100 mm haubice wz. 14.
W końcu listopada do trzech baterii dołączyła utworzona w Krakowie bateria haubic kpt. Czesława Górkiewicza. W ten sposób pułk rozrósł się do dwóch dywizjonów, każdy po dwie baterie liczące po cztery działa. W odsieczy Lwowa wzięły udział 1 bateria por. Jerzego Zaniewskiego i 2 bateria. Walcząc w składzie grupy płk. Michała Karaszewicza-Tokarzewskiego, przebiły się do miasta i skutecznie wspierały oddziały polskie. Wsławiły się między innymi podczas wypadów na pozycje nieprzyjaciela. 1 bateria uczestniczyła 20 grudnia w zdobyciu Nowego Miasta, a w dniach 24 i 31 grudnia brała udział w wypadach na Czyszki.
W kolejnych dniach 1 i 3 bateria walczyły w rejonie Dobromila, Chyrowa i Sambora, 2 bateria wspierała ogniem grupę ppłk. Sopotnickiego pod Lubieniem, Małkowicami, Stawczanami i Czerlanami, a 4 bateria zajęła stanowiska ogniowe we Lwowie. W tym czasie do dyspozycji dowódcy pułku oddany został dowodzony przez ppor. Janusza Sołtysa pluton artylerii pozycyjnej „Ślimak”. Posiadał on na uzbrojeniu dwie 90 mm armaty wz. 75. Współdziałał najczęściej z 5 pp Leg. i mimo braku zaprzęgów oraz przyrządów celowniczych, odniósł znaczne sukcesy w walce. Zniszczył jeden ukraiński pociąg pancerny, a drugi uszkodził.
W styczniu 1919 baterie 1., 3. i 4. wspierały wojska grupy gen. Franciszka Zielińskiego pod Lubieniem Małym i Wielkim, a 2 bateria walczyła w grupie ppłk. Sikorskiego pod Stawczanami i Raratowem. Ta ostatnia podczas walk poniosła tak duże straty, że odesłano ją do Krakowa w celu uzupełnienia. Powróciła do pułku dopiero jesienią już jako 7 bateria. Od lutego do kwietnia 1 pap pozostawał na stanowiskach w rejonie Gródka Jagiellońskiego osłaniając linię kolejową Lwów – Przemyśl. Podczas jednej z potyczek ciężko ranny ppor. Stanisław Borzęcki odebrał sobie życie strzałem z pistoletu. Od 19 kwietnia do 6 maja pułk walczył w składzie grupy wielkopolskiej gen. Daniela Konarzewskiego pod Stawczanami, Glinną, Nawarią i Pustomytami. Następnie przeszedł pod rozkazy gen. Zielińskiego i uczestniczył w ofensywie, która oczyściła Małopolskę Wschodnią z wojsk ukraińskich. Podczas walk pod Niżniowem 4 bateria por. Leona Pichły uszkodziła tory kolejowe, a piechota zdobyła ukraiński pociąg pancerny. Po zajęciu Stanisławowa baterie 1 i 3 wymieniły swoje działa na rosyjskie 3-calowc armaty wz.02.

### Walki na froncie przeciwbolszewickim
W czerwcu 1919 do 1 pap Leg. wcielono formujący się w Rembertowie 12 pułk artylerii polowej i pułk rozrósł się do trzech dywizjonów. Posiadał działa austriackie, rosyjskie i włoskie. Jesienią III dywizjon przezbrojony został na francuskie 75 mm armaty wz. 97, a na początku 1920 już cały pułk dysponował tymi armatami.
Na froncie litewsko-białoruskim
Po połączeniu krakowskiego 1 pap i 12 pap, „zjednoczony” pułk został skierowany na front litewsko-białoruski. Dowództwo stanęło w Wilnie. 1 bateria do 26 września wspierała Wileński pułk strzelców na kierunku Bobrujska, po czym skierowano ją do Wilna. 2 bateria współdziałała początkowo z 11 pułkiem ułanów, a następnie z 33 pułkiem piechoty w bitwach pod Derkowszczyzną, Głębokiem, Dzisną i Kamieniem. Od października do grudnia bateria ta wspierała różne oddziały piechoty na przedmościu Borysowa. W grudniu została skierowana do Turmontu. 3 bateria walczyła w grupie wojsk mjr Stefana Dąb-Biernackiego pod Mostowiczami, Porpliszczem, Słobodą i Ziabkami, gdzie wspólnie z piechotą zdobyła sowiecki pociąg pancerny. 4 bateria wspierała Grodzieński pułk strzelców pod Mirowem, Mińskiem Litewskim i Bobrujskiem. 5 bateria w końcu września wspierała ogniem 6 pułk piechoty w walkach na przedmościu Dyneburga. 6 bateria współdziałała z Kowieńskim pułkiem strzelców w natarciu na Mińsk, a następnie skierowana została do Turmontu. 8 bateria uczestniczyła w walkach nad Dźwiną, a później pod Dyneburgiem. W tym czasie baterie 7. i 9. szkoliły się w Warszawie. Tu także, w Cytadeli, znajdowała się, przeniesiona z Krakowa, bateria zapasowa pułku.
Walki o Dyneburg
Na początku grudnia Naczelne Dowództwo, w porozumieniu z Naczelnym Dowództwem Łotewskim, opracowało plan operacji mającej na celu przełamanie ciągnącego się wzdłuż Dźwiny frontu sowieckiego, zajęcie Dyneburga i stworzenie nowego wspólnego frontu polsko-łotewskiego. Do przeprowadzenia zamierzonych działań wybrane zostały 1 i 3 Dywizja Piechoty Legionów.
1 stycznia 1920 baterie pułku stacjonowały już w Skrudalienie i przygotowywały się do walk o Dyneburg. Utworzono dwie grupy artyleryjskie. W skład grupy przełamania mjr. Schally’ego weszły 3., 7., 9 baterie, a pozostałe utworzyły odwód artyleryjski. O świcie 3 stycznia baterie grupy przełamującej rozpoczęły artyleryjskie przygotowanie forsowania, a piechota przekroczyła Dźwinę. Maszerując za piechotą, po lodzie przeciągnięto działa i dzięki temu mogły one ogniem na wprost skutecznie wspierać oddziały 1 DP Leg. w natarciu. 8 bateria ostrzelała i zmusiła do odwrotu sowiecki pociąg pancerny. W pierwszym dniu operacji Dyneburg został zdobyty. Od 4 stycznia baterie wspierały ogniem walki obronne 1. i 5 pp w rejonie Wyszek. Oddziały polskie utrzymały zajęte pozycje. 12 stycznia oddziały polskie przeszły ponownie do działań zaczepnych. Niekorzystne warunki terenowe i atmosferyczne powodowały liczne wypadki odmrożeń, a w wyniku zamarzania płynu w oporopowrotnikach, uszkodzone zostały trzy działa. Do 22 stycznia grupę artylerii rozwiązano, a niedługo potem wszystkie baterie pułku zostały wycofane do Dyneburga. Wojsko Polskie przygotowywało się do kolejnej operacji.
Operacja kijowska
24 kwietnia, w ramach przygotowań do operacji kijowskiej, pułk przewieziony został do Zwiahla. Stąd wyruszył na Kijów towarzysząc 6 pułkowi piechoty Legionów. Po drodze walczył pod Lucjanówką, Żytomierzem i Stawiszczami. 8 maja wkroczył do Kijowa i zajął stanowiska ogniowe w rejonie Ławry Peczerskiej i Arsenału. Od 9 maja do 6 czerwca bronił przedmościa kijowskiego. Z pułku wydzielone zostały też 7. i 9 bateria, które w składzie grupy „Wasylków" ppłk. Stefana Dąba-Biernackiego zwalczały nieprzyjacielskie statki na Dnieprze. 28 maja 9 bateria por. Edmunda Zimmera w boju o Witaczewo uszkodziła kilka okrętów nieprzyjaciela i zadała duże straty jego piechocie. 10 czerwca pułk rozpoczął odwrót spod Kijowa. Maszerował przez Mostyszcze, Kisielewkę, Nową Groblę, Borodziankę na Malin i Korosteń. W dniach 11–13 czerwca pod Borodzianką trwał na stanowiskach bez wsparcia piechoty i ogniem dział kilkakrotnie powstrzymywał sowieckie ataki. 19 i 20 czerwca walczył pod Jabłońcem z kawalerią Siemiona Budionnego. 21 czerwca 1 DP Leg. obsadziła linię Ubrorci. Tu chwilowo powstrzymano pochód wojsk sowieckich na zachód. 6 lipca, w okolicy Tuczyna, pułk uczestniczył w boju zakończonym pobiciem kawalerii bolszewickiej. Następnie pułk do 5 sierpnia walczył nad Styrem.
W czasie działań opóźniających 3. i 9 bateria wzięły udział w wypadzie na Świniuchy. Przy ich pomocy rozbito tam sowiecką brygadę strzelców.
Bitwa warszawska
9 sierpnia pułk wycofał się za Bug w rejon Sokala. Tu został załadowany do eszelonów i przetransportowany nad Wieprz, w rejon koncentracji grupy uderzeniowej. 16 sierpnia w szeregach swojej macierzystej dywizji pułk ruszył do natarcia. Tempo pościgu było tak szybkie, że dopiero 19 sierpnia 5 bateria otworzyła po raz pierwszy ogień i pomogła piechocie uchwycić most w Drohiczynie. 22 sierpnia 1 bateria podczas walki o Ostrożany zmuszona była bronić dział w walce wręcz. Po zajęciu Bielska I Brygada Piechoty z I i II dywizjonem ruszyła na Białystok, zaś III Brygada z III dyonem skierowana została na przeprawy na Narwi w rejonie Suraża. Tu, 26 sierpnia do pułku dołączyła 8 bateria. 22 sierpnia baterie wspierały piechotę w walce o Białystok, a w następnych dniach broniły go przed wycofującymi się na wschód Sowietami. 5 września trzy baterie uczestniczyły w wypadzie na Nowy Dwór, zaś w nocy z 7 na 8 września 2 bateria w Kuźnicy uszkodziła nieprzyjacielski pociąg pancerny.
Operacja niemeńska
14 września rozpoczęły się przygotowania do operacji niemeńskiej, a 22 września 1 DP Leg. rozpoczęła natarcie na pozycje litewskie. Tego dnia w bitwie pod Sejnami wyróżnił się por. Stefan Kopecki, który ze zwiadem 8 baterii wziął do niewoli sztab litewskiego 8 pułku piechoty. W kolejnych dniach baterie walczyły pod Korgowdami, Kłajszami, Składańcami i Żyrmunami.
28 września walczono o Lidę. Pułk walczył w sposób zdecentralizowany. W walkach 7 bateria straciła połowę dział, a odzyskała je dopiero w wyniku kontrataku piechoty. 6 bateria zdołała uratować działa poprzez skuteczną ich obronę przez naprędce zorganizowany z telegrafistów pododdział osłony. 29 września 1 DPLeg. przeszła do pościgu. Dopiero 3 października stoczono walkę pod Stołpcami, gdzie 1 bateria rozbiła pociąg pancerny. 13 października 9 bateria stoczyła ostatnią walkę pod Radoszkowiczami.
18 października 1920, po ustaniu walk, 1 pap Leg. został wycofany do odwodu 2 Armii i stanął w rejonie Wołożyna. Po 24 października objął służbę na linii demarkacyjnej.
| Obsada personalna pułku w okresie walk o granice | Obsada personalna pułku w okresie walk o granice | Obsada personalna pułku w okresie walk o granice |
| Stanowisko                                       | Stopień, imię i nazwisko                         | czasokres                                        |
| ------------------------------------------------ | ------------------------------------------------ | ------------------------------------------------ |
| dowódca pułku                                    | ppłk Mossakowski (12 pal)                        | 1919                                             |
| dowódca pułku                                    | płk Ostrowski (12 pap)                           | do VI 1919                                       |
| dowódca pułku                                    | kpt. Edmund Knoll-Kownacki (1 pap)               | XI 1918                                          |
| dowódca pułku                                    | mjr Kazimierz Schally (1 pap Leg.)               | X 1919                                           |
| dowódca I dywizjonu                              | kpt. Aleksander Wieleżyński                      | XII 1918                                         |
| dowódca I dywizjonu                              | mjr Kazimierz Schally                            |                                                  |
| dowódca 1 baterii (1/1 pap)                      | por. Jerzy Zaniewski                             |                                                  |
| dowódca 1 baterii (1/1 pap)                      | por. Eugeniusz Mięsowicz                         |                                                  |
| dowódca 2 baterii (2/12 pap)                     | por. Leon Paderewski                             |                                                  |
| dowódca 3 baterii (3/1 pap)                      | por. Wincenty Kowalski                           |                                                  |
| dowódca 3 baterii (3/1 pap)                      | Jerzy Zaniewski                                  |                                                  |
| dowódca II dywizjonu                             | kpt. Sopotnicki                                  | XII 1918                                         |
| dowódca II dywizjonu                             | kpt. Czesław Górkiewicz                          |                                                  |
| dowódca II dywizjonu                             | kpt. Józef Rawski                                |                                                  |
| dowódca 4 baterii (4/1 pap)                      | por. Leon Pichl                                  |                                                  |
| dowódca 5 baterii (4/12 pap)                     | por. Hektor Żyliński                             |                                                  |
| dowódca 5 baterii (4/12 pap)                     | por. Stanisław Tomaszewski                       |                                                  |
| dowódca 6 baterii (1/12 pap)                     | por. Zygmunt Fischer                             |                                                  |
| dowódca III dywizjonu                            | kpt. Aleksander Hertel                           |                                                  |
| dowódca 7 baterii (2/1 pap)                      | por. Iwamowicz                                   |                                                  |
| dowódca 7 baterii (2/1 pap)                      | ppor. Stanisław Mantel                           |                                                  |
| dowódca 8 baterii (3/12pap)                      | kpt. Stanisław Mańkowski                         |                                                  |
| dowódca 8 baterii (3/12pap)                      | por. Stefan Kopecki                              |                                                  |
| dowódca 9 baterii (nz)                           | por. Kazimierz Machczyński                       |                                                  |
| dowódca 9 baterii (nz)                           | por. Edmund Zimmer                               |                                                  |
| dowódca plutonu „Ślimak”                         | ppor. Janusz Sołtys                              | XII 1918                                         |
| dowódca plutonu „Ślimak”                         | ppor. Karol Piasecki                             | 1919                                             |
| oficerowie pułku (dowódcy baterii)               | por. Andrzej Wilk                                | 1918                                             |
| oficerowie pułku (dowódcy baterii)               | por. Gustaw Rudzki                               | 1918                                             |
| oficerowie pułku (dowódcy baterii)               | kpt. Czesław Górkiewicz                          | 1918                                             |
| oficerowie pułku (dowódcy baterii)               | kpt. Klaudiusz Filasiewica                       | 1918                                             |
| oficerowie pułku (dowódcy baterii)               | por. Haller                                      |                                                  |

### Mapy walk pułku

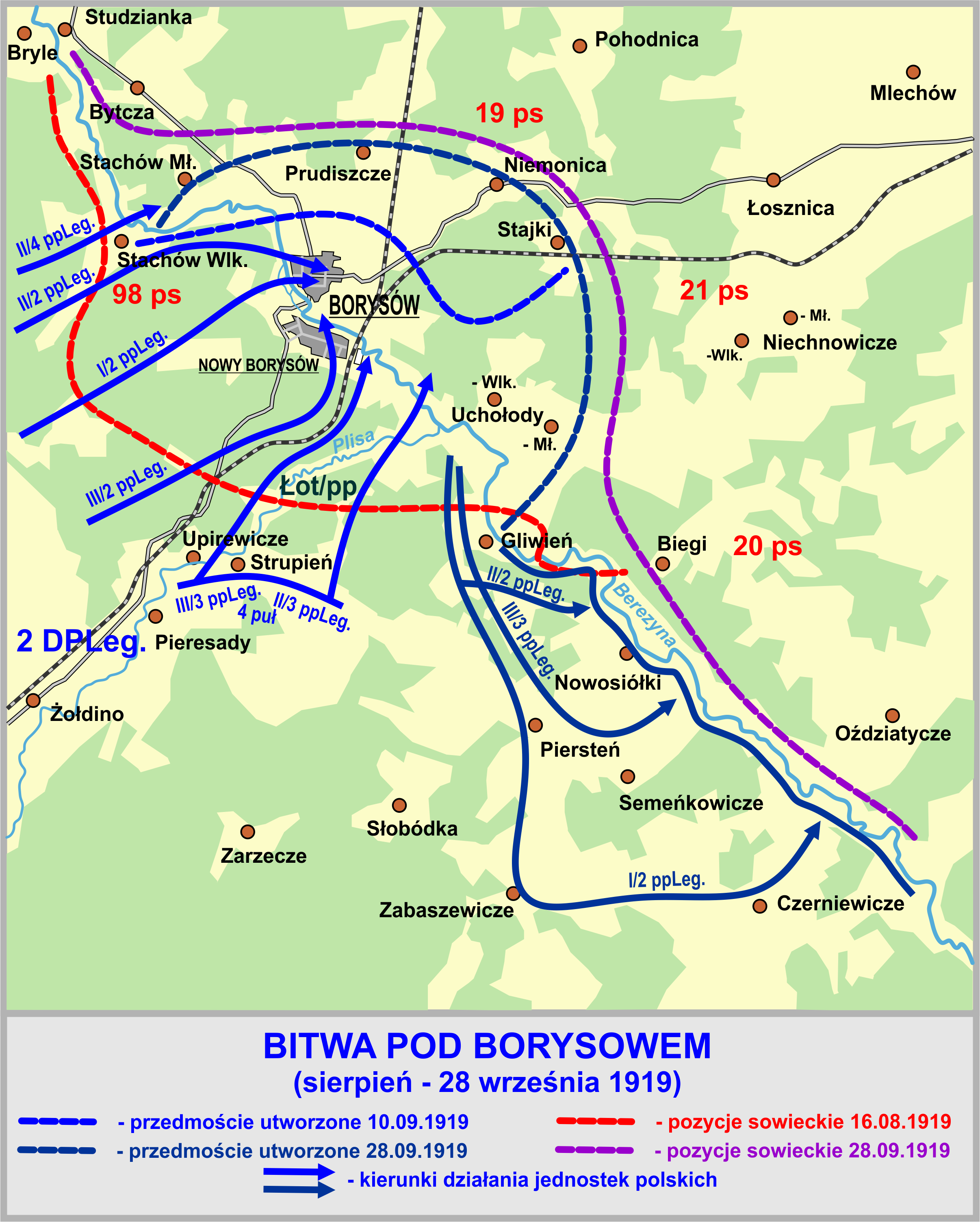
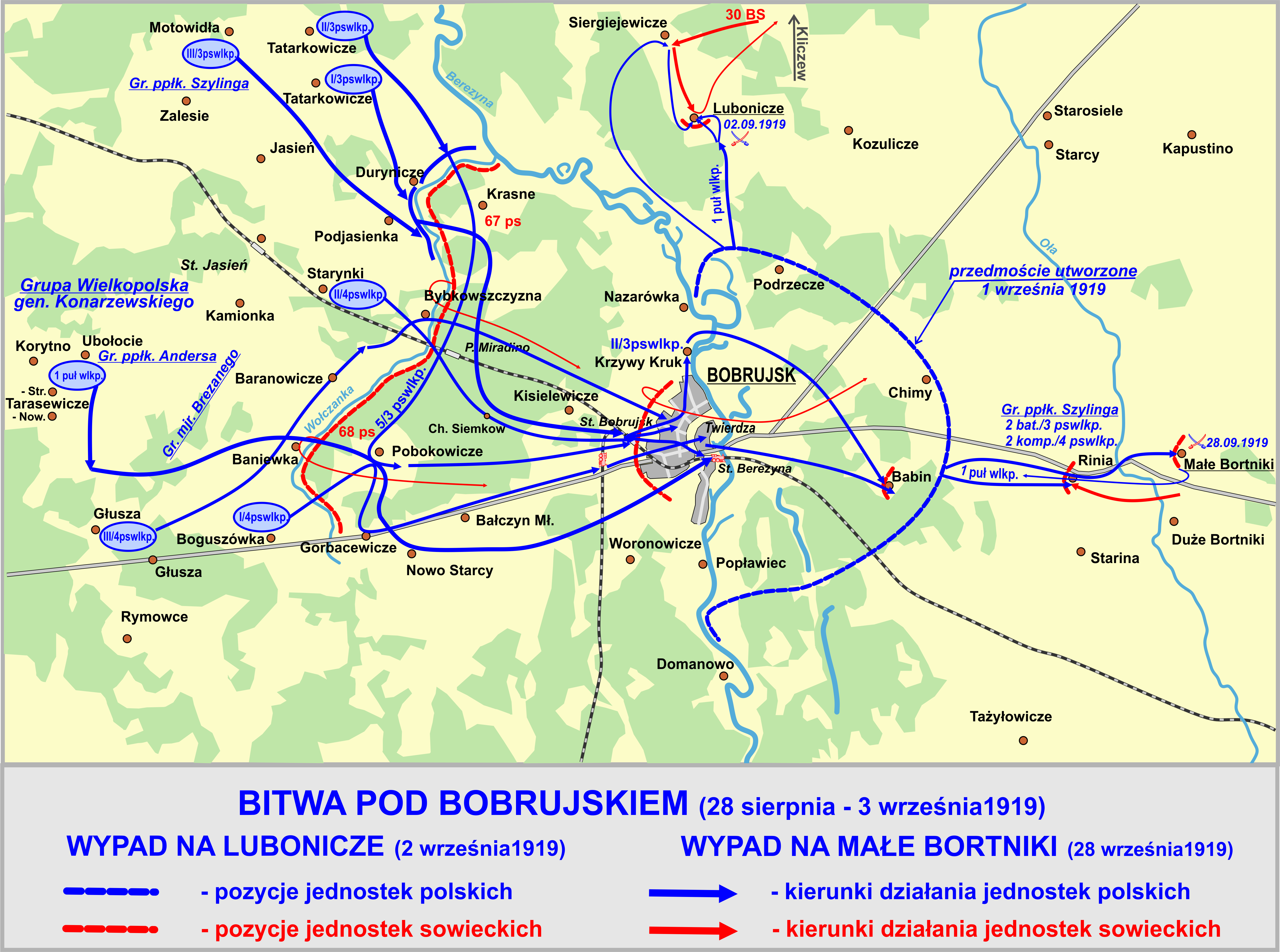
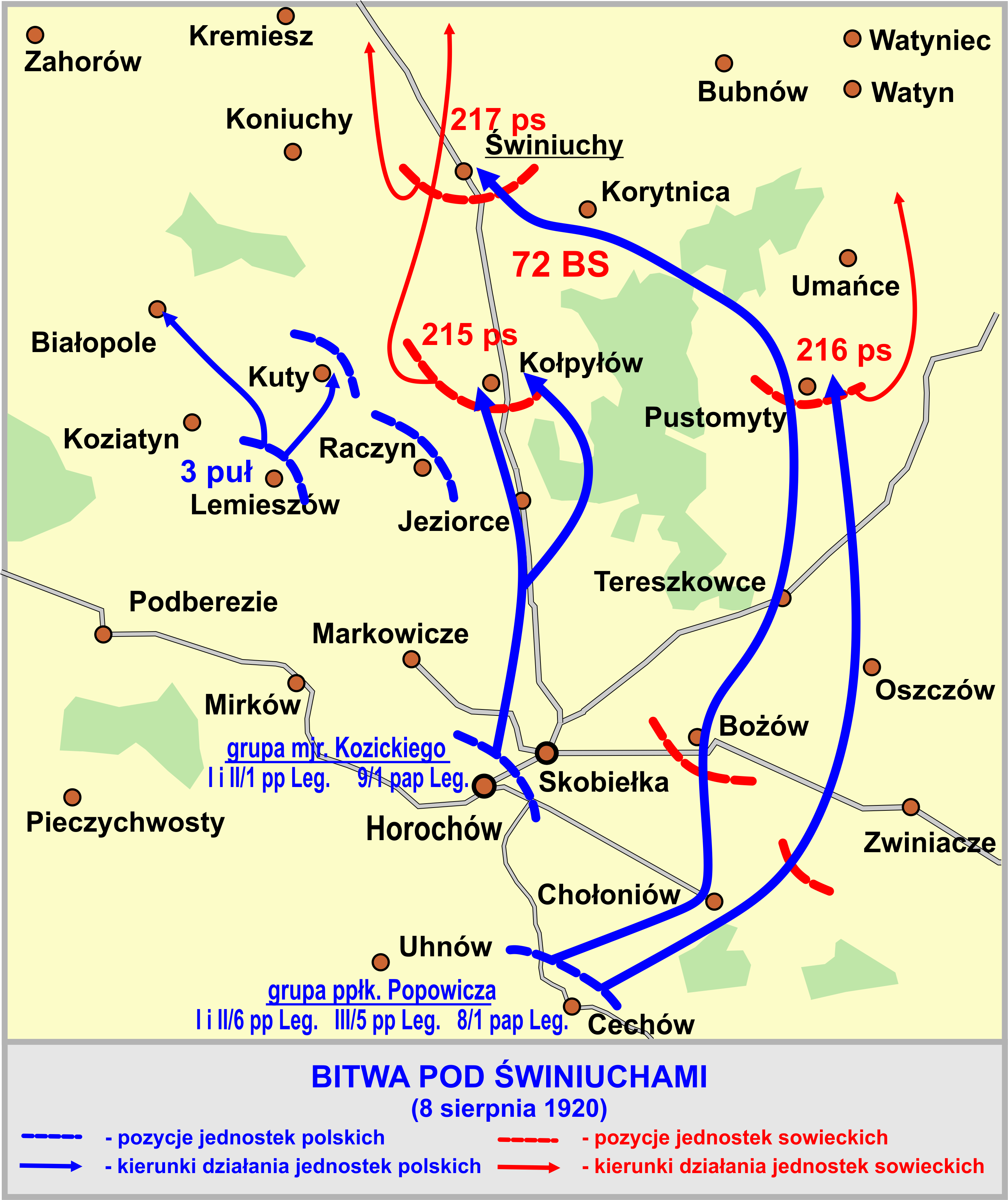
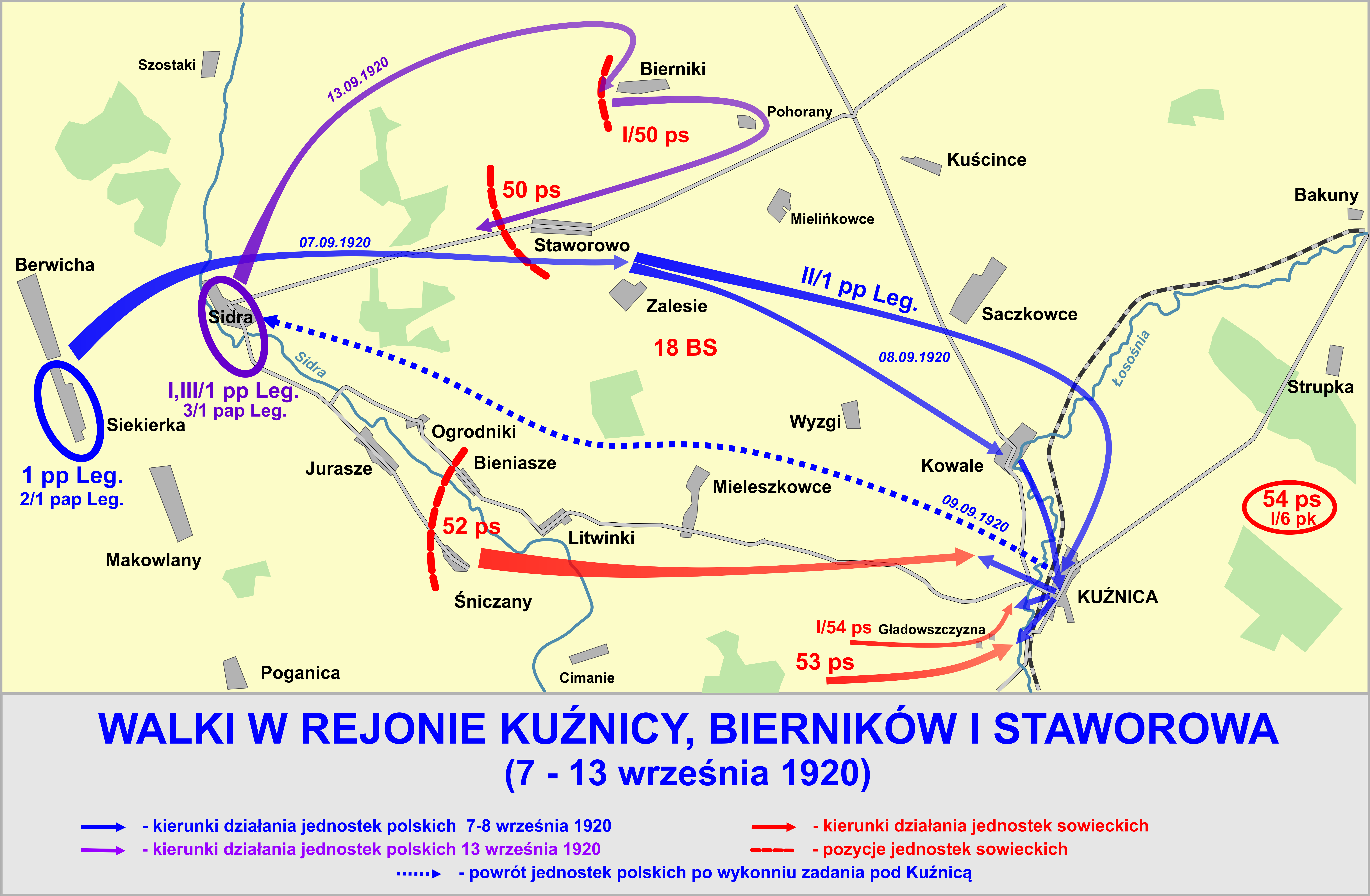
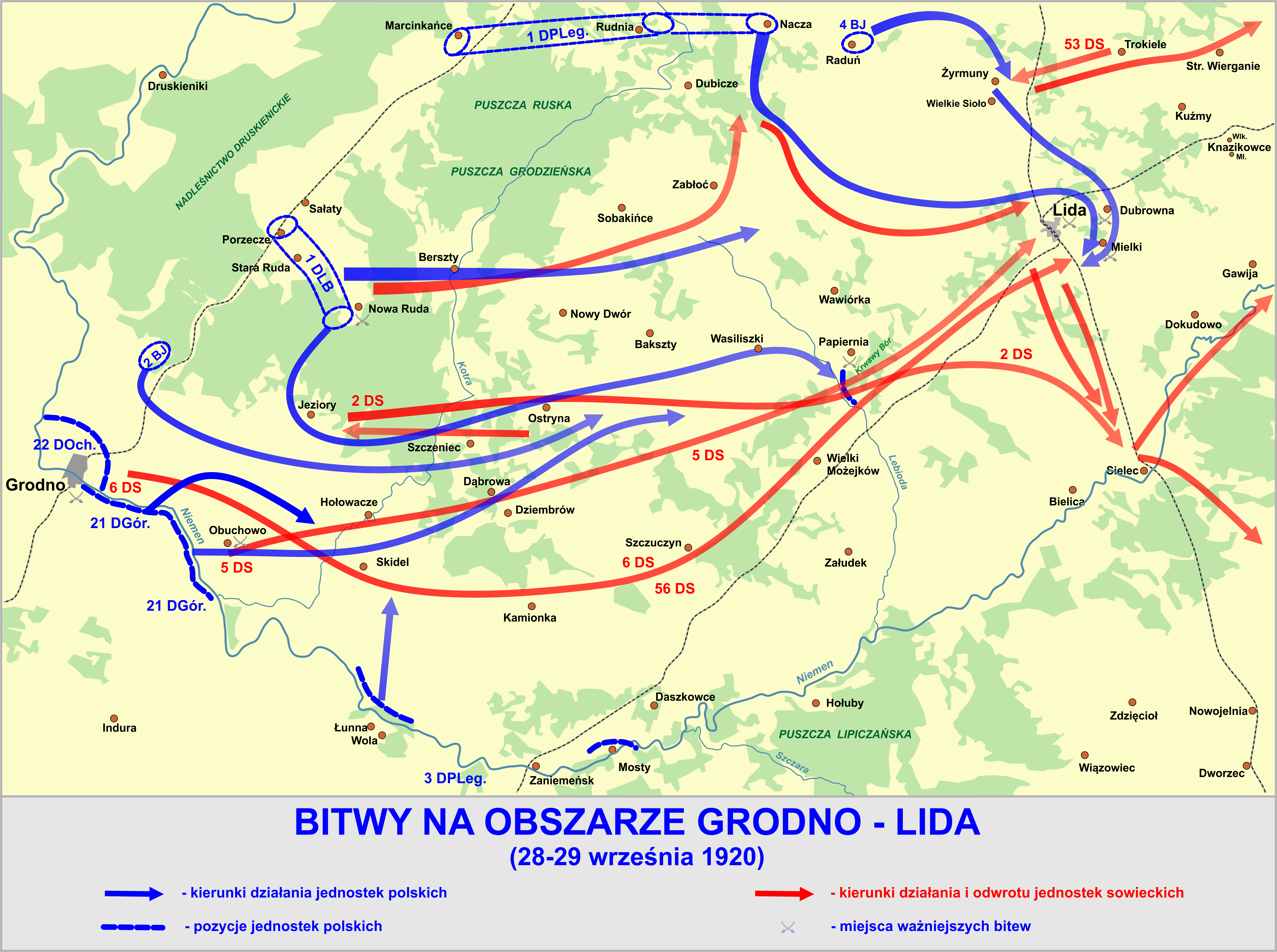

### Bilans walk
| Żołnierze pułku polegli i zmarli z ran | Żołnierze pułku polegli i zmarli z ran | Żołnierze pułku polegli i zmarli z ran |
| Oficerowie                             | Oficerowie                             | Oficerowie                             |
| -------------------------------------- | -------------------------------------- | -------------------------------------- |
| ppor. Stanisław Borzęcki               |                                        | por. Henryk Narkiewicz-Jodko           |
| Szeregowi                              |                                        |                                        |
| kan. Aksamit Piotr                     | kan. Bęben Walerian                    | kan. Chomiak Józef                     |
| kan. Czerwiński Czesław                | pluł. Drewniak Jan                     | kan. Kiereciński Jan                   |
| kan. Kucharczyk Józef                  | bomb. Kuchta Antoni                    | kan. Kyzia Franciszek                  |
| kan. Latocha Stanisław                 | kan. Mendyk Jan                        | kan. Muskus Józef                      |
| kan. Nowak Juljan                      | bomb. Pietrzak Izydor                  | bomb. Pilarczyk Józef                  |
| kan. Pisch Wojciech                    | plut. Pstrusiński Marjan               | bomb. Rudy Jan                         |
| kpr. Skała Ludwik                      | kan. Śliwiński Michał                  | bomb. Sztyler Mejer                    |
| bomb. Trzaskoś Walenty                 | bomb. Trznadel Ludwik                  |                                        |

3 grudnia w okolicach Mołodeczna marszałek Polski Józef Piłsudski przypiął do trąbek bateryjnych czarno-niebieskie wstążki Krzyża Virtuti Militari V klasy. W swoim przemówieniu powiedział: Za krew przelaną, za dzielność okazaną w bojach o granice Rzeczypospolitej Polskiej nadaję bateriom 1 pułku artylerii polowej Krzyże Virtuti Militari… Po dekoracji odbyła się defilada, którą prowadził mjr Wincenty Kowalski. Żołnierze 1 pap otrzymali najwięcej odznaczeń spośród wszystkich pułków artylerii. Łącznie za lata 1914–1920 przyznano 91 Krzyży Virtuti Militari i 371 Krzyży Walecznych.
| Żołnierze pułku odznaczeni Krzyżem Srebrnym Orderu Wojskowego Virtuti Militari za wojnę 1918–1920. |                                         |                              |
| trąbki baterii 1, 2, 3, 4, 5, 6, 7, 8, 9                                                           | bomb. Kazimierz Czerkawski              | kpr. Józef Czerwiński        |
| kpt. Zygmunt Fischer                                                                               | kpt. Michał Gałązka                     | mjr Aleksander Hertel        |
| por. Zygmunt Jakowicki                                                                             | bomb. Henryk Kaczmarczyk                | ogn. szt. Wojciech Kaczmarek |
| kpr. Stanisław Kaczyński                                                                           | kpt. Ludwik Kiok                        | płk Edmund Knoll-Kownacki    |
| por. Stefan Kopecki                                                                                | mjr Wincenty Kowalski                   | ppor. Stanisław Mantel       |
| ppor. Stanisław Mayer                                                                              | kan. Antoni Milczarek                   | por. Henryk Narkiewicz-Jodko |
| ogn. szt. Władysław Passendorfer                                                                   | ppor. Karol Piasecki                    | por. Leon Pichl              |
| kpt. Józef Rawski                                                                                  | ogn. Tadeusz Rodakiewicz                | płk Kazimierz Schally        |
| por. Janusz Sołtys                                                                                 | pchor. Józef Szerwiński vel Józef Szewc | ppor. Jan Marian Szopiński   |
| por. Stanisław Tomaszewski                                                                         | por. Stanisław Wojtowicz                | por. Bohdan Wyganowski       |
| ppor. Stanisław Zieliński                                                                          | por. Jerzy Zaniewski                    | por. Edmund Zimmer           |

## Okres pokojowy

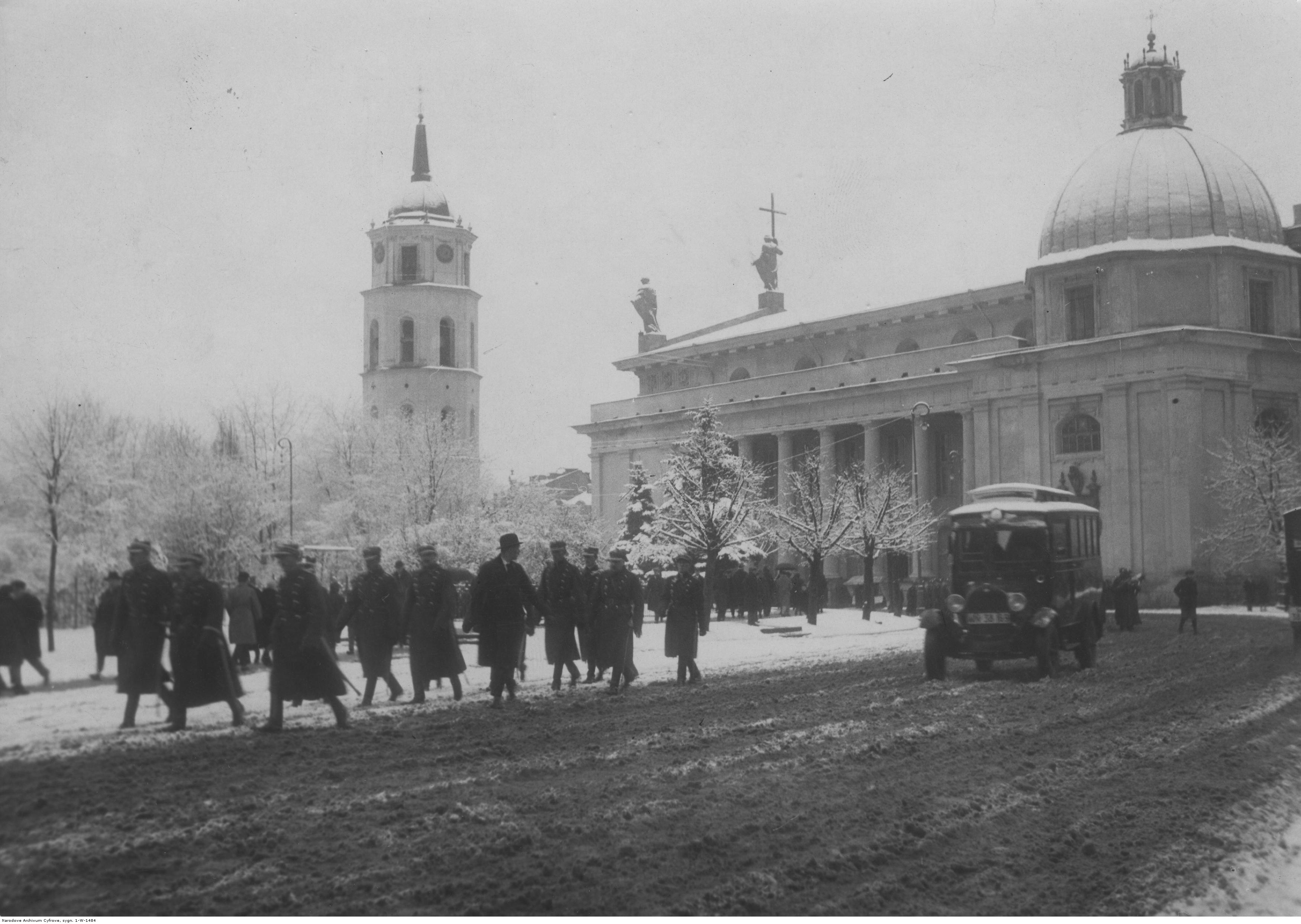
XV – lecie 1 pal Leg w Wilnie – sztab pułku w drodze po nabożeństwie w katedrze wileńskiej; 1929 r.

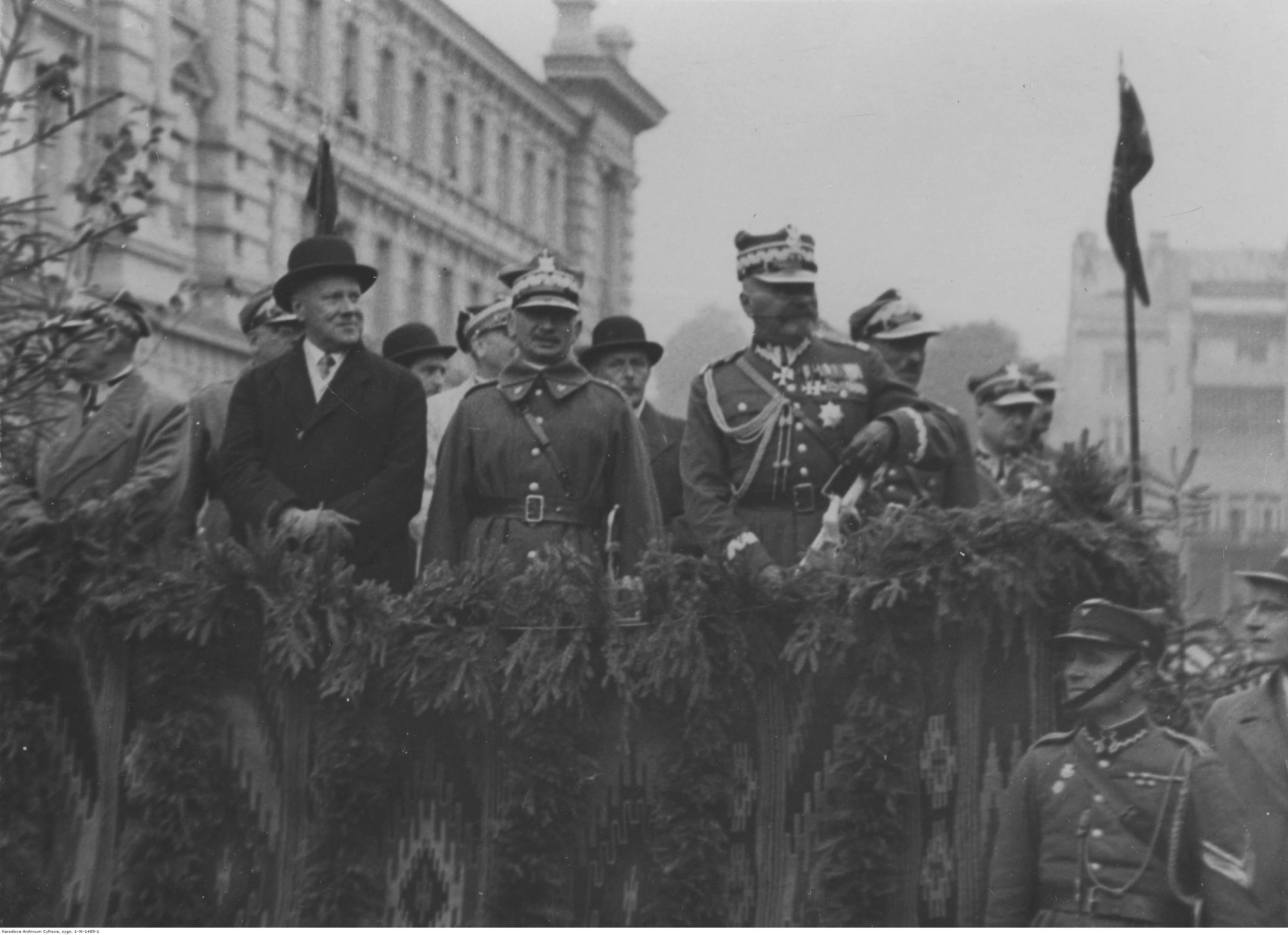
XX – lecie 1 pal Leg w Wilnie – na trybunie przyjmujący defiladę na placu Łukiskim; październik 1934 r.

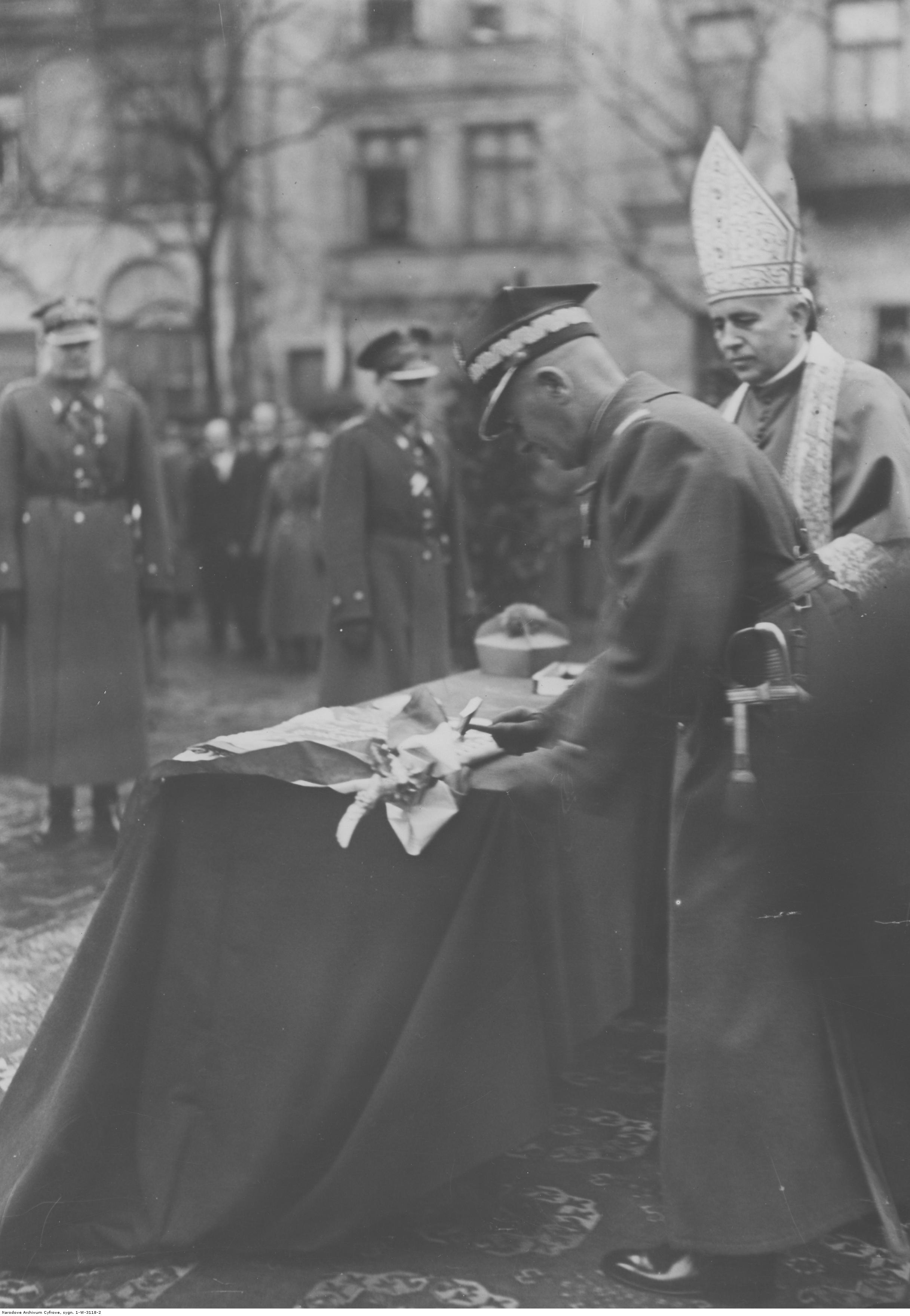
Wręczenie sztandaru 1 pal Leg. w Wilnie – marszałek Edward Rydz-Śmigły wbija pamiątkowy gwóźdź w drzewce sztandaru; 11 listopada 1937

### Zakwaterowanie pułku
Po ustaniu walk, pierwszym pokojowym garnizonem oddziału stał się Wołożyn. W mieście stacjonowało tylko dowództwo pułku, baterie zaś porozrzucane były na znacznym obszarze. W listopadzie 1920 rozpoczęła się częściowa demobilizacja pułku. W pierwszej kolejności zwolniono młodzież akademicką i szkolną. W kwietniu 1921 przerzucono pułk w okolice Żyrmun, gdzie kwaterował po wsiach okolicznych, oddając się w dalszym ciągu pracy wyszkoleniowej. Latem przeniesiono do rezerwy starsze roczniki, a stany osobowe poszczególnych baterii uległy znacznemu obniżeniu.
W listopadzie 1 pap Leg. został przeniesiony do nowego garnizonu w Grodnie. Kwatery mieściły się w dawnych koszarach rosyjskich, a część koni umieszczono w stajniach na tzw. Foluszu. W listopadzie 1922 pułk zmienił swój garnizon na Wilno. Dowództwo pułku stacjonowało w dawnym klasztorze przy ul. świętej Anny, I i II dywizjon w dawnych koszarach rosyjskich na prawym brzegu Wilii (nazwane później im. ks. Józefa Poniatowskiego), III dywizjon na Antokolu. Magazyny mobilizacyjne położone były częściowo przy ul. Legionowej, a częściowo na stacji kolejowej Wilno-Towarowa. Kadra baterii zapasowej 1 pułku artylerii polowej Legionów pozostała w Górze Kalwarii. Sytuacja lokalowa pułku poprawiła się dopiero na kilka lat przed wojną, kiedy oddano do użytku nowe koszary, tzw. Tuskulańskie. Do nich przeniesiono I i III dywizjon. II dywizjon, bateria dowodzenia i pluton łączności mieściły się w koszarach im. ks. Józefa Poniatowskiego.

### Działania pułku w czasie przewrotu majowego
Silny kult legionowy spowodował, że w maju 1926 pułk stanął po stronie marszałka Józefa Piłsudskiego.
W nocy na 12 maja zarządzono alarm. Pułk wystawił jeden dywizjon o etacie wojennym. Rano 12 maja baterie pobrały ostrą amunicję i 1 bateria wraz z 5 pp Leg. wyruszyła transportem kolejowym do Warszawy. W kolejnych eszelonach przetransportowano pozostałe baterie. 13 maja, przed południem, artyleria wyładowała się na Dworcu Wileńskim.
Podczas walk dywizjon działał w sposób zdecentralizowany: plutonami lub działonami. Po zakończeniu walk rozlokował się na terenie Szkoły Podchorążych Saperów i Politechniki Warszawskiej. Wieczorem 15 maja pododdział odjechał koleją do Wilna.

### Szkolenie w pułku
Pułk posiadał dobrze wyszkoloną kadrę oficerską. Stanowiska dowódcze zajmowali oficerowie ze stażem wojennym, a niemal wszyscy niżsi oficerowie ukończyli 3-letnie szkoły oficerskie. Także kadra podoficerska reprezentowała wysoki poziom wyszkolenia. Wielu z nich miało wykształcenie średnie i byli oni doskonałymi instruktorami i wychowawcami żołnierzy. Poborowi pochodzili najczęściej z kresów północno-wschodnich. Większość była narodowości polskiej. Sporą grupę stanowili Białorusini i Żydzi. Ponieważ pewną część poborowych stanowili analfabeci, wprowadzono dla nich przymusowe zajęcia nauki czytania i pisania. W latach 20. kursy prowadzili oficerowie pułku, a w latach 30. naukę przejęli nauczyciele cywilni.
W okresie letnim pododdziały zazwyczaj szkoliły się w terenie. Ćwiczono też na strzelnicy miniaturowej. Na specjalnie przygotowanym placu lub na poligonie odbywały się zawody sprawnościowe baterii. Rywalizowano w powożeniu zaprzęgami. Pokonywano kłusem trasę między ustawionymi tyczkami, a na stanowiska ogniowe zajeżdżano galopem, gdzie po odprzodkowaniu oddawano strzał nabojem „ślepym”. Zwycięska bateria otrzymywała buńczuk przechodni, co uprawniało ją do występowania przez cały rok jako pierwsza w szyku rozwiniętym i marszowym podczas uroczystości. Kompleksowym sprawdzianem wyszkolenia pułku była szkoła ognia, która odbywała się najczęściej w OC „Pohulanka”. Ćwiczono też na OC „Leśna”, „Powrósk” lub „Czarny Dunajec”. Podczas pobytu na poligonie odbywały też zawody międzypułkowe. Były to: jazda zaprzęgami, biegi patroli zwiadowczych, strzelanie artyleryjskie, konne zawody oficerskie i podoficerskie. Po zakończeniu szkoły ognia pułk prawie zawsze zostawał dłużej na Pohulance, aby doskonalić współdziałanie z pułkami 1 Dywizji Piechoty Legionów.

### Zmiany organizacyjne
Jesienią 1922 pułk przeszedł na etat pokojowy. Zlikwidowano 4. i 7 baterię, a tylko I dywizjon posiadał trzy baterie. Dywizjon, jako „alarmowy”, przeznaczony był do szybkiej interwencji na granicy wschodniej. W tej strukturze pułk funkcjonował do połowy lat trzydziestych. Po podpisaniu traktatu polsko-sowieckiego o nieagresji uznano, iż utrzymywanie dywizjonów alarmowych jest zbędne i zlikwidowano 3 baterię.
31 grudnia 1931 na podstawie rozkazu B. Og. Org. 1120 – 18 Org. ministra spraw wojskowych marszałka Polski Józefa Piłsudskiego 1 pap Leg. został przemianowany na 1 pułk artylerii lekkiej Legionów.
Z rozkazu ministra spraw wojskowych gen. dyw. Tadeusza Kasprzyckiego z 18 lutego 1938 (Dep. Dow. Org. 1098 Org. Tj.) pułkowi nadano nazwę „Pułk Artylerii Lekkiej Legionów Józefa Piłsudskiego”.
| Obsada personalna i struktura organizacyjna w marcu 1939 | Obsada personalna i struktura organizacyjna w marcu 1939 |
| Stanowisko                                               | Stopień, imię i nazwisko                                 |
| Dowództwo                                                | Dowództwo                                                |
| -------------------------------------------------------- | -------------------------------------------------------- |
| dowódca pułku                                            | ppłk dypl. Stefan Czerwiński                             |
| I zastępca dowódcy                                       | ppłk Mieczysław Podlewski                                |
| adiutant                                                 | kpt. Stanisław Jan Truszkowski                           |
| starszy lekarz medycyny                                  | mjr dr Wacław Wincenty Potocki                           |
| lekarz weterynarii                                       | kpt. wet. Stanisław Jastrzębski                          |
| oficer zwiadowczy                                        | kpt. Ignacy Prosiński                                    |
| II zastępca dowódcy (kwatermistrz)                       | mjr Bolesław Suszyński                                   |
| oficer mobilizacyjny                                     | kpt. Tadeusz Kaczmarczyk                                 |
| zastępca oficera mobilizacyjnego                         | chor. Brunon Kwiatkowski                                 |
| oficer administracyjno-materiałowy                       | kpt. Feliks Małuski                                      |
| oficer gospodarczy                                       | kpt. int. Ferdynand Beigel                               |
| oficer żywnościowy                                       | chor. Paweł Cielenkiewicz                                |
| dowódca plutonu topo-ogniowego                           | por. Jerzy Hulej *                                       |
| oficer plutonu                                           | por. Emilian Karol Schöttel (*)                          |
| dowódca plutonu łączności                                | por. Jerzy Małachowski                                   |
| oficer plutonu                                           | por. Leonard Popławski                                   |
| dowódca szkoły podoficerskiej                            | kpt. Zygmunt Kwiatkowski                                 |
| zastępca dowódcy                                         | por. Władysław Roszkowski                                |
| dowódca plutonu                                          | ppor. Władysław Kuściński                                |
| I dywizjon                                               |                                                          |
| dowódca I dywizjonu                                      | mjr Jan I Pietrzak                                       |
| dowódca 1 baterii                                        | kpt. Stanisław Skrzecz                                   |
| dowódca plutonu                                          | ppor. Ignacy Korkozowicz                                 |
| dowódcy 2 baterii                                        | p.o. por. Władysław Związek                              |
| dowódca plutonu                                          | ppor. Bohdan Sylwestrowicz                               |
| dowódca II dywizjonu                                     | mjr Władysław Świderski                                  |
| dowódca 4 baterii                                        | por. Jerzy Hulej *                                       |
| dowódca 5 baterii                                        | por. Emilian Karol Schöttel (*)                          |
| dowódca plutonu                                          | ppor. Zbigniew Ignacy Krzysztoń                          |
| dowódca plutonu                                          | ppor. Józef Ferdynand Latawiec                           |
| dowódca 6 baterii                                        | kpt. Edward Chomiński                                    |
| II dywizjon                                              |                                                          |
| dowódca III dywizjonu                                    | mjr Adam Zemanek                                         |
| dowódca 7 baterii                                        | kpt. Józef Rydzewski                                     |
| dowódca plutonu                                          | ppor. Stanisław Jan Jachowicz                            |
| dowódca plutonu                                          | ppor. Kazimierz Urban                                    |
| dowódca 8 baterii                                        | kpt. Bohdan Staśkiewicz                                  |
| dowódca plutonu                                          | ppor. Adolf Nowicki                                      |
| na kursie                                                | mjr Konstanty Karasiński                                 |
| na kursie                                                | por. Michał Szumski                                      |

## 1 pal Leg. w kampanii wrześniowej

### Mobilizacja
24 sierpnia 1939 o godz. 7:00 rozpoczęła się mobilizacja w 1 pal. W pierwszej kolejności przekazano część koni i ludzi do nieistniejących w czasie pokoju 3., 4. i 9 baterii oraz do skadrowanego dowództwa pułku. W godzinach popołudniowych zaczęli napływać rezerwiści. Oprócz własnych pododdziałów pułk, mobilizował kolumnę taborową nr 304 (amunicyjną) i warsztat taborowy nr 301. W ramach mobilizacji powszechnej w I rzucie zmobilizował baterię marszową pułku. 25 sierpnia w rejony mobilizacyjne poszczególnych pododdziałów dostarczono cały sprzęt i uzbrojenie. Przystąpiono do szkolenia rezerwy w celu przypomnienia jej obsługi sprzętu. 27 sierpnia odbyła się przysięga wojskowa całego pułku, a wieczorem 1 pal w pełnym składzie pomaszerował na cmentarz na Rossie, aby oddać hołd sercu Marszałka. W godzinach popołudniowych 28 sierpnia 1 pułk pomaszerował do stacji Landwarów i rozpoczął załadunek.

### Działania bojowe

#### Od Narwi do Bugu
Od godzin popołudniowych 29 sierpnia 1939 eszelony wiozące 1 pułk artylerii lekkiej zaczęły przybywać do rejonu wyładowczego na linii Małkinia – Ostrów Mazowiecka. Jeden z ostatnich transportów 1 września był atakowany przez niemieckie lotnictwo. Pułk koncentrował się w lasach na wschód od Broku. Nocą 1/2 września 1 pal Leg. przemaszerował polnymi drogami w lasy w rejonie Długosiodła i Nagaszewo. W tym rejonie przebywano dwa dni. Nocą 4/5 wykonano 30 km marsz drogami polnymi w kierunku Różana. Po osiągnięciu lasów w rejonie Kunin-Józefowo, po chwilowym odpoczynku podjęto nowy marsz w kierunku Pułtuska. Cały dzień 5 września i noc 5/6 1 pal przemaszerował kolejne 50 km. Pułk ugrupował się bojowo, III dywizjon wspierał 5 pułk piechoty Leg., II dywizjon zajął stanowiska ogniowe w rejonie Popław wspierając obsadę przyczółka mostowego w Pułtusku, I dywizjon zajął stanowiska ogniowe w pobliżu Bartodziejów.
Jako pierwsza 6 września po południu ostrzelała nieskutecznie niemiecki balon obserwacyjny 6 bateria armat. Haubice III dywizjonu skutecznie wspierały walki obronne 5 pp Leg. Z kolei II dywizjon armat skutecznie ostrzelał podchodzące do Pułtuska jednostki niemieckiej 61 DP. 5. i 6 bateria wspierały walki piechoty polskiej o Pułtusk. 7 września ostrzał artylerii niemieckiej przerwał linie łączności telefonicznej, szczególnie w II dywizjonie, który prowadził ostrzał atakujących pozycje piechoty polskiej oddziałów niemieckich 11 i 61 DP. Do wsparcia obrony 5 pp Leg. na linii Narwi, oprócz III dywizjonu, dołączyły baterie armat I dywizjonu. W godzinach popołudniowych na rozkaz dowódcy 1 Dywizja Piechoty Leg. pułk dywizjonami rozpoczął odwrót w kierunku Wyszkowa. II dywizjon wspierał straż tylną dywizji; do wieczora ostrzeliwał zajęty przez wroga Pułtusk oraz niezniszczone mosty. W trakcie odwrotu, z uwagi na silny ostrzał artylerii niemieckiej, nie zwinięto większości linii telefonicznych, co w późniejszych walkach miało negatywny wpływ na działania 1 pal Leg. Marszem nocnym 7/8 września pułk osiągnął lewy brzeg rzeki Bug przez most w Wyszkowie i skoncentrował się w lasach pomiędzy Wyszkowem a Kamieńczykiem. I dywizjon został przydzielony do wsparcia 6 pułk piechoty Leg., II dywizjon dalej z 5 pp Leg., jego 5 bateria została przydzielona do wsparcia Kawalerii Dywizyjnej. III dywizjon wraz z 1 dywizjonem artylerii ciężkiej stanowił artylerię ogólnego działania. 9 września 1 pal Leg. prowadził pojedynek artyleryjski z artylerią niemieckiej 61 DP. Z uwagi na obserwację lotniczą polskich stanowisk, dywizjony zmuszone były zmieniać swoje stanowiska ogniowe. O godz. 3:00 10 września skoncentrowany ostrzał 1 pułku zadał duże straty i zniszczył sprzęt przeprawowy niemieckiego 176 pp, mającego forsować Bug. 5 bateria wraz z KD 1 DP Leg. walczyła w rejonie Gulczewa.

#### Odwrót i przebijanie się z okrążenia
W godzinach porannych pułk wraz z dywizją rozpoczął odwrót. Jako wsparcie 5 pp Leg. w straży tylnej działał III dywizjon haubic. Dywizjony osiągnęły rejon Jadów – Myszadło – Kąty. Do pułku nie dołączyła 5 bateria, która pomaszerowała mylnie do Sitna. Po krótkim odpoczynku w nocy 10/11 września 1 pal Leg. podjął dalszy marsz przez Dobre do rejonu Jakubów – Łaziska – Rządza. Z uwagi na duże zużycie amunicji, starano się uzyskać jej uzupełnienie. Po zajęciu planowanego rejonu pułk wypoczywał. Kolejną noc 11/12 września pułk maszerował w dwóch kolumnach. W bocznej poruszał się I dywizjon armat, w głównej pozostałe baterie 1 pułku. Kolumna boczna maszerując przez Kałuszyn, natknęła się na obronę niemiecką; nocny atak polskiej piechoty wspierała tylko ogniem na wprost 3 bateria. O świcie 12 września, przy wsparciu całości I i III dywizjonów, które bijąc salwami w centrum miasta załamały obronę niemieckiego 44 pp. Ok. 9:00 rano miasto zdobyto. W trakcie dalszego marszu wieczorem pułk osiągnął dywizjonami: I – Wolę Rafałowską, II – Grodzisk-Guzew, III – Cegłów-Kuflew. Po krótkim odpoczynku nastąpił dalszy marsz w kierunku lasów Jagodne. Marsz nocny 12/13 września odbywał się w trzech kolumnach pułkowych; w tym III dywizjon z 5 pp Leg. i oddziałami dywizyjnymi, II dywizjon z 6 pp Leg., a I dywizjon z 1 pp Leg. 13 września o świcie kolumna 5 pp Leg. natknęła się w Wodyniach na stanowiska niemieckie. Pierwszy atak piechoty nie przyniósł sukcesu, dopiero po podniesieniu się mgły wsparcie haubic III dywizjonu pozwoliło zdobyć broniony Seroczyn. Haubice ogniem na wprost zniszczyły dwa pojazdy pancerne z broniącej się niemieckiej Dywizji Pancernej „Kempf”. W trakcie dalszego marszu rannych zostało kilku kanonierów i trzech oficerów, w tym dowódca III dywizjonu. W godzinach południowych jednostki dywizji zatrzymały się na postój w lasach Kamieniec i w Lipinach. Po zmroku pułk ponownie maszerował wraz z pułkami piechoty do: I do Domanic, II do Oleszyc, III w kierunku Róży Podgórnej. 7 bateria haubic miała wspierać Mazowiecką BK w rejonie miejscowości Żebrak, a potem w Domanicach. Przed świtem 14 września rozpoczęto walki o las Jagodno; I dywizjon wspierał 1 pułk piechoty Leg. w ataku na wsie Trzciniec i Kopcie, III dywizjon atak 5 pułku na Helenów. Całość pułku ostrzeliwała pozycje niemieckie w lesie Jagodno ogniem z mapy lub na wprost, z uwagi na brak kabla do połączeń telefonicznych. Stanowiska ogniowe baterii były ostrzeliwane przez artylerię niemiecką. Wsparcie II dywizjonu umożliwiło zdobycie przez 6 pułk Oleśnicy.
Ze względu na przewagę wroga i pojawiające się braki w amunicji, dowódca dywizji przerwał dalsze natarcie i skierował piechotę w kierunku Róży Podgórnej. Artyleria 1 pułku osłaniała odejście pułków piechoty. Ostrzał niemieckiej artylerii zniszczył część dział pułku, wybił obsługi oraz zaprzęgi konne, skończyła się amunicja. I dywizjon wspierający 1 pp Leg. poniósł najmniejsze straty, jego 2 bateria podczas odwrotu na Różę Podgórną wsparła 1 pp Leg. w obronie Oleszyc; strzelając ogniem na wprost dopomogła piechurom w utrzymaniu wyjścia z okrążenia dla innych oddziałów 1 DP Leg. Następnie pod Różą Podgórną wspierała legionistów z 5 pułku z odkrytych stanowisk, tracąc dwie armaty i część stanu osobowego baterii. Baterie 1 i 3 w rejonie wsi Kopcie z odkrytych stanowisk wspierały walki legionistów z 1 pułku, ostrzeliwując Domanice. Podczas ostrzału w jaszcz 1 baterii trafił niemiecki pocisk artyleryjski; w wyniku eksplozji bateria poniosła duże straty osobowe i utraciła część armat. Nalot bombowców nurkujących zniszczył pozostałą część baterii. 3 bateria wraz z III/1 pp Leg. wyrwała się z okrążenia do lasów na wschód od Zażelaznej. Z uwagi na to, że niemożliwe było przebicie się przez szosę łukowską, bateria wieczorem 14 września została rozwiązana, armaty zniszczone, a większość żołnierzy dostała się do niewoli.
Zniszczenie pułku przetrwała niekompletna 9 bateria haubic ukryta w lasach. Po niedługim czasie dołączyła do oddziałów zbierających się obok torów kolejowych między Mrozami a Broszkowem i z nimi dzieliła dalsze losy. Połowę 6 baterii z 2 armatami wyprowadził z okrążenia jej dowódca, ale nie dołączył już do macierzystej dywizji. W trakcie marszu 15 września pozostałości 1 DP Leg. do Radzynia Podlaskiego i następnego dnia do Parczewa dołączali żołnierze, którym udało się wyjść z okrążenia, z niewielką częścią sprzętu pozostałą z 1 pal Leg. Dołączyła 2 działowa 2 bateria, a w nocy 17/18 września w Cycowie 5 bateria, która od 10 września w poszukiwaniu pułku maszerowała przez Jędrzejów, Wielgolas, Latowicz, Dęblin, Baranów, Lublin i Łęczną. Dywizja skoncentrowała się w Woli Wereszczyńskiej i okolicach. Następnej nocy przemieszczono się do Marynina – kol. Rudka. W tym rejonie ze zbierających się żołnierzy i sprzętu 1 pal Leg. utworzono zbiorczy dywizjon artylerii kpt. I. Prosińskiego z 2. i 5 bateriami oraz zbiorczy oddział piechoty mjr. B. Suszyńskiego.

#### W bitwie pod Tomaszowem Lubelskim
Po południu 20 września, wraz ze zreorganizowaną dywizją, artylerzyści legionowi wyruszyli w marsz na południe przez Grabowiec do Wożuczyna, a 22 września dotarli do Rachań. Oddziały polskie ostrzeliwane były ogniem nękającym artylerii niemieckiej. W trakcie rozpoczynającej się bitwy pod Tomaszowem Lubelskim 5 bateria wspierała 1 pp Leg w natarciu na Falków, następnie ogniem na wprost z odkrytych stanowisk wspierała dalsze natarcie 1 pułku na wieś Antoniówka. 23 września zbiorczy dywizjon zajął stanowiska ogniowe w pobliżu zabudowań gospodarczych dworu Tarnawatka frontem na północ. Dywizjon ostrzeliwał ogniem na wprost samochody podwożące niemieckie pododdziały na zachód od wsi Antoniówka. Spieszeni artylerzyści wsparli piechotę 1 pułku w jej obronie. Baterie 2 i 5 prowadziły ostrzał do wyczerpania amunicji i zamilkły ok. godz. 12:00. Ok. godz. 14:00 na stanowiska ogniowe dywizjonu i teren zajmowany przez artylerzystów trafiło ześrodkowanie ognia niemieckich baterii ciężkich; w jego wyniku duże straty poniosły obsługi w zabitych i rannych. Rany odniósł dowódca 1 DP Leg. gen. bryg. Wincenty Kowalski, a śmiertelną ranę dowódca 1 pal Leg. ppłk Mieczysław Podlewski. Do wieczora wojska niemieckie zajęły pobojowisko biorąc większość żołnierzy do niewoli.

#### Bateria marszowa 1 pal Leg.
Po wyjeździe pułku z Wilna do miejsca koncentracji 1 DP Leg. na miejscu pozostało kilkuset żołnierzy, z których sformowano baterię marszową, a pozostali odeszli jako Oddział Zbierania Nadwyżek 1 pal Leg. do Ośrodka Zapasowego Artylerii Lekkiej nr 3 w Prużanie. Do 3 września bateria marszowa osiągnęła pełny stan osobowy. 10 września z dowództwa OK III dowódca baterii kpt. Feliks Małaski otrzymał rozkaz utworzenia baterii armat kal. 75 mm. Do 12 września bateria otrzymała cały należny sprzęt, wyposażenie i uzbrojenie, łącznie z 4 armatami oraz konie. Tego dnia bateria osiągnęła gotowość marszową. 15 września bateria wymaszerowała do wsi Górki. Na wiadomość o agresji ZSRR na Polskę 17 września bateria powróciła do Wilna i zajęła stanowiska ogniowe na Antokolu, z kierunkiem ostrzału na Nowowilejkę. 18 września w godzinach wieczornych dowódca baterii dowiedział się przypadkowo o ewakuacji Wilna i wyjściu garnizonu z miasta. 19 września rano bateria przybyła do Mejszagoły, gdzie zajęła stanowiska do strzelania na wprost. W godzinach przedpołudniowych obsada miejscowości zaczęła odchodzić w stronę granicy polsko-litewskiej. Dowódca baterii zmienił stanowiska, zajmując je pod lasem nieopodal drogi do granicy, w ramach obrony ppanc. osłaniając wycofywanie się polskich oddziałów na Litwę. 20 września bateria zwinęła stanowiska i przekroczyła granicę, gdzie złożyła broń i została internowana. Część żołnierzy kpt. Małaski zwolnił do domu.
Obsada dowódcza baterii marszowej (bojowej) 1 pal Leg.
- dowódca baterii - kpt. Feliks Małaski
- oficer zwiadowczy - ppor. Michał Górski
- oficer ogniowy - ppor. rez. Anatol Kauczuk
- dowódca I plutonu - ppor. Wacław Dziedziul
- dowódca II plutonu - plut. pchor. Wiktor Bernatowicz[56]

| Struktura organizacyjna i obsada personalna we wrześniu 1939 | Struktura organizacyjna i obsada personalna we wrześniu 1939 |
| Stanowisko                                                   | Stopień, imię i nazwisko                                     |
| Dowództwo                                                    | Dowództwo                                                    |
| ------------------------------------------------------------ | ------------------------------------------------------------ |
| dowódca pułku                                                | ppłk Mieczysław Podlewski                                    |
| adiutant pułku                                               | ppor. Kazimierz Urban                                        |
| oficer łączności                                             | por. Władysław Roszkowski                                    |
| oficer obserwacyjny                                          | ppor. rez. Kryspian Langner                                  |
| oficer broni                                                 | ppor. rez. inż. Franciszek Dziedzic                          |
| dowódca plutonu topograficzno-ogniowego                      | por. Władysław Związek                                       |
| I dywizjon (12 armat 75 mm)                                  |                                                              |
| dowódca I dywizjonu                                          | mjr Jan Pietrzak                                             |
| adiutant dywizjonu                                           | ppor. rez. Lachowicz                                         |
| oficer zwiadowczy                                            | por. Józef Latawiec                                          |
| oficer łączności                                             | por. Leonard Popławski                                       |
| dowódca kolumny amunicyjnej                                  | ppor. rez. Stanisław Izdebski                                |
| dowódca 1 baterii                                            | ppor. rez. Wiktor Topiłko                                    |
| oficer zwiadowczy                                            | ppor. rez. Stanisław Blum                                    |
| oficer ogniowy                                               | ppor. Ignacy Korkozowicz                                     |
| dowódca 2 baterii                                            | kpt. Zygmunt Kwiatkowski                                     |
| oficer zwiadowczy                                            | ppor. rez. Czesław Romanowski                                |
| oficer ogniowy                                               | ppor. Stanisław Jachimowicz                                  |
| dowódca 3 baterii                                            | kpt. Stanisław Truszkowski                                   |
| oficer zwiadowczy                                            | ppor. Antoni Pawelec                                         |
| oficer ogniowy                                               | ppor. Bohdan Sylwestrowicz                                   |
| II dywizjon (12 armat 75 mm)                                 |                                                              |
| dowódca II dywizjonu                                         | kpt. Ignacy Prosiński                                        |
| adiutant dywizjonu                                           | ppor. Leon Owsianko                                          |
| oficer zwiadowczy                                            | ppor. rez. Bohdan Kozieł-Poklewski                           |
| dowódca kolumny amunicyjnej                                  | chor. Wawrzaszek                                             |
| dowódca 4 bateria                                            | por. Zygmunt Buyko                                           |
| oficer ogniowy                                               | ppor. Władysław Kuściński                                    |
| dowódca 5 bateria                                            | kpt. Józef Rydzewski                                         |
| oficer ogniowy                                               | ppor. rez. Włodzimierz Thun                                  |
| dowódca 6 bateria                                            | kpt. Edward Chomiński                                        |
| oficer ogniowy                                               | por. rez. Konstanty Cierpiński                               |
| III dywizjon (12 haubic 100 mm)                              |                                                              |
| dowódca III dywizjonu                                        | mjr Bolesław Suszyński (do 13 IX)                            |
| dowódca III dywizjonu                                        | kpt. Bohdan Staśkiewicz                                      |
| adiutant dywizjonu                                           | ppor. Wiktor Zapaśnik                                        |
| oficer zwiadowczy                                            | ppor. Gerard Nowicki                                         |
| dowódca kolumny amunicyjnej                                  | ppor. rez. Stanisław Głownicki                               |
| dowódca 7 baterii                                            | por. Jerzy Hullej                                            |
| oficer zwiadowczy                                            | ppor. rez. Wacław Limanowski                                 |
| oficer ogniowy                                               | ppor. rez. Stanisław Sienkiewicz                             |
| dowódca 8 baterii                                            | kpt. Bohdan Staśkiewicz                                      |
| oficer zwiadowczy                                            | ppor. rez. Wojciech Klukowicz                                |
| oficer ogniowy                                               | ppor. rez. Władysław Halicki                                 |
| dowódca 9 baterii                                            | por. Emil Karol Schoettel                                    |
| oficer zwiadowczy                                            | ppor. rez. Władysław Ingielewicz                             |
| oficer ogniowy                                               | ppor. Zbigniew Krzysztoń                                     |

## Symbole pułkowe

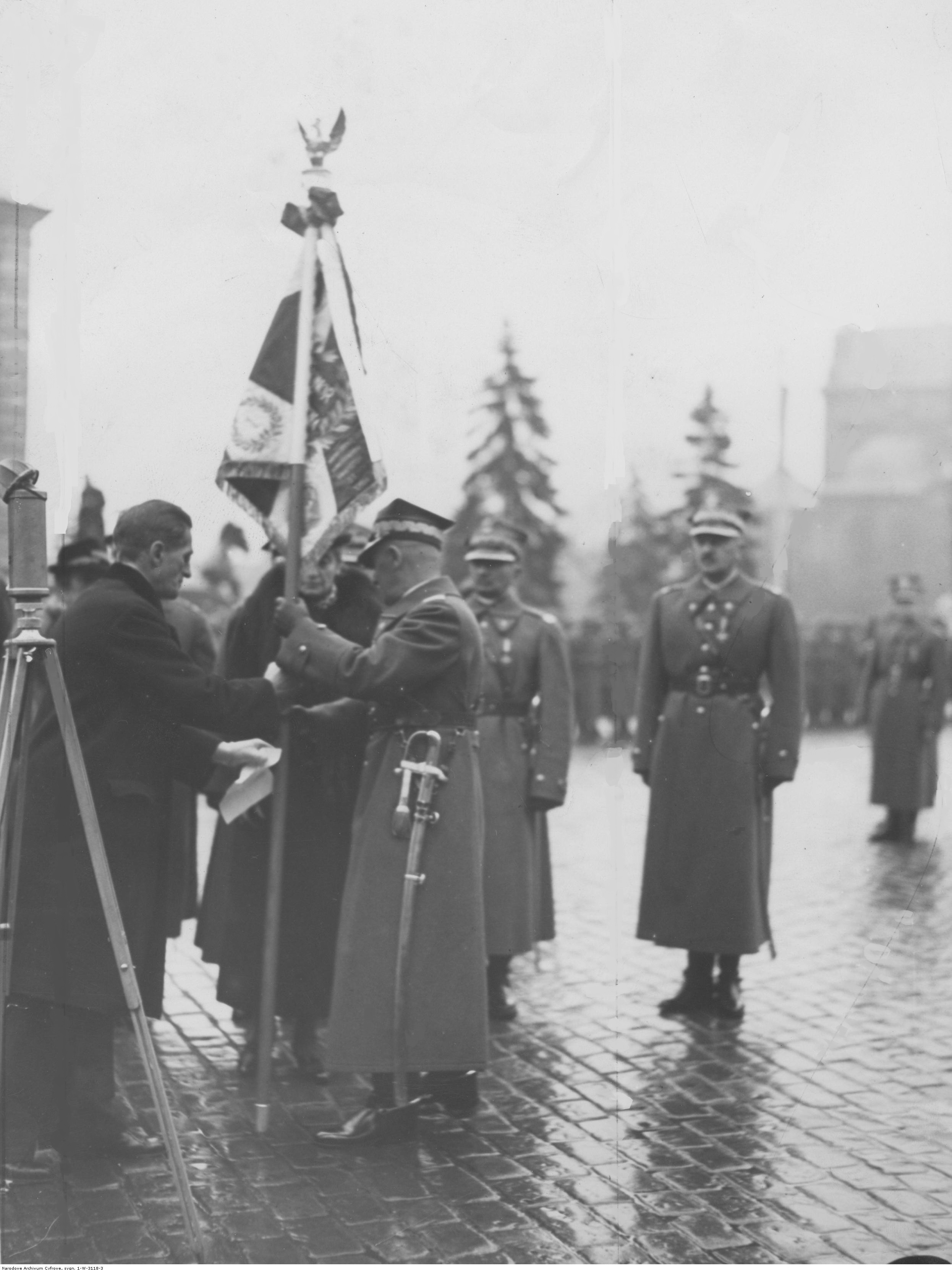
Wręczenie sztandaru 1 pal Leg. ufundowanego przez ludność ziemi wileńskiej; Wilno 11 listopada 1937

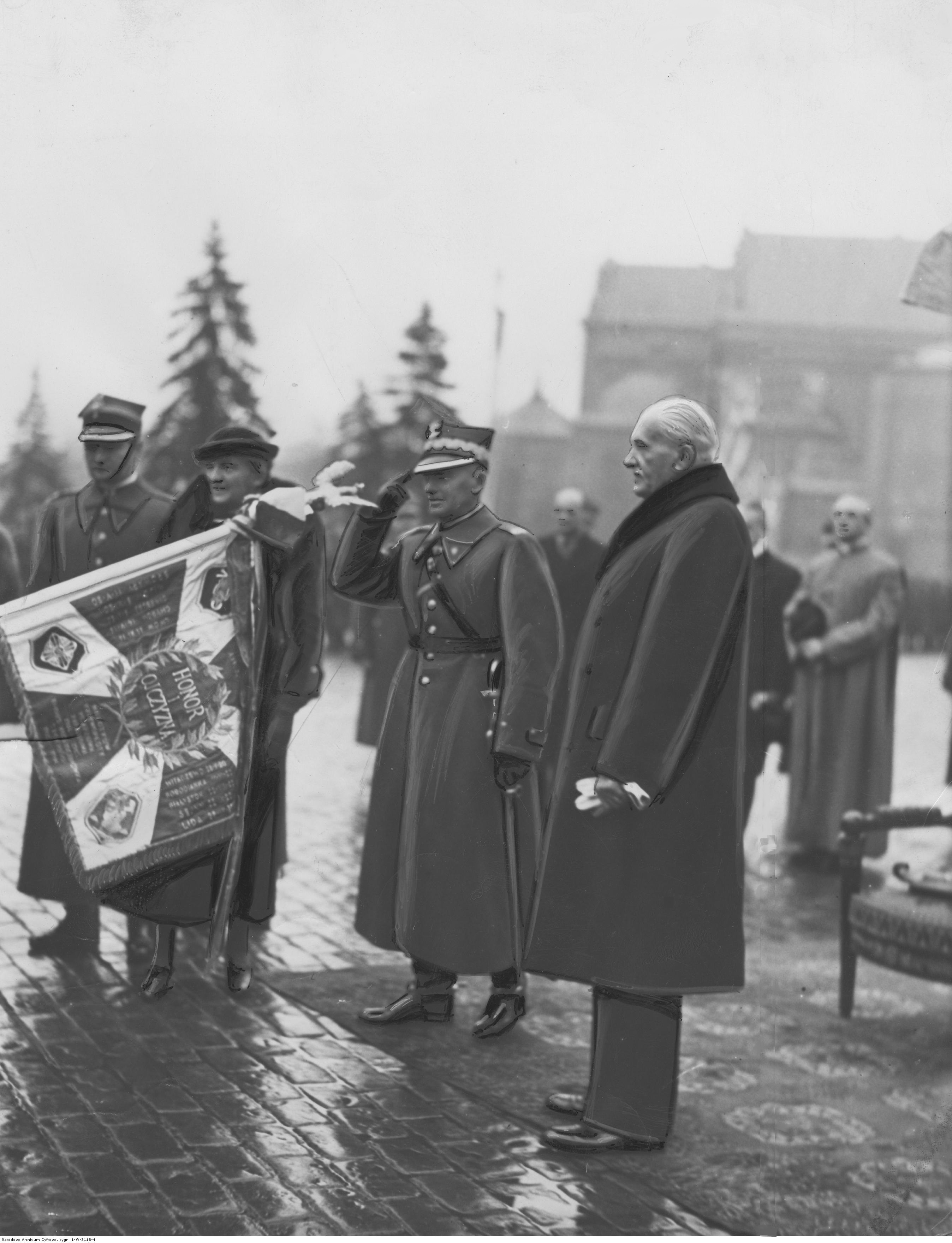
Wręczenie sztandaru 1 pal Leg. – dekoracja wstęgą Orderu Virtuti Militari

### Sztandar
15 października 1937 Prezydent RP zatwierdził wzór sztandaru dla 1 pułku artylerii lekkiej Legionów. Sztandar, ufundowany przez społeczeństwo Wilna, został wręczony pułkowi 11 listopada 1937.

Sztandar został wykonany zgodnie z wzorem określonym w rozporządzeniu Prezydenta Rzeczypospolitej z dnia 13 grudnia 1927 o godłach i barwach państwowych oraz o oznakach, chorągwiach i pieczęciach.
Na prawej stronie płata znajdował się amarantowy krzyż, w środku którego wyhaftowano orła w wieńcu laurowym. Na białych polach, pomiędzy ramionami krzyża, znajdowały się cyfry 1 w wieńcach laurowych.
Na lewej stronie płatu sztandarowego, pośrodku krzyża kawaleryjskiego znajdował się wieniec taki sam jak po stronie prawej, a w wieńcu trzywierszowy napis „HONOR I OJCZYZNA”. W rogach sztandaru, w mniejszych wieńcach umieszczone były na tarczach:
- w prawym górnym rogu – wizerunek Matki Boskiej Ostrobramskiej;
- w lewym górnym rogu – wizerunek patronki artylerii, św. Barbary;
- w prawym dolnym rogu – wizerunek patrona Wilna, św. Krzysztofa;
- w lewym dolnym rogu – odznaka pamiątkowa 1 pal Leg.

Na ramionach amarantowego krzyża kawalerskiego znajdowały się wyhaftowane nazwy i daty ważniejszych bitew pułku:
- na górnym – Przegorzały 18.VIII.I914, Kraków 6.XI.1918, Mołodeczno 3.XII.1920;
- na dolnym – Mołotków, Krzywopioty, Pisarzowa, Rafajłowa 1914–1915, Konary, Kostiuchnówka, Stochód 1915–1916;
- na lewym – Lwów 22.XI.1918, Chyrów 14.V.1919, Dyneburg 3.I.1929, Kijów 8.V.1920, Browary 11.V.1920;
- na prawym – Witaczewo 28.V.1920, Borodianka 11.VI.1920, Białystok 22.VIII.1920, Sejny 22.IX.1920, Lida 28.IX.1920[59].

Sztandar znajduje się w Muzeum Wojska Polskiego w Warszawie.

### Odznaka pamiątkowa
W 1929 zebranie oficerów 1 Dywizji Piechoty Legionów podjęło uchwałę o wprowadzeniu odznak w pułkach dywizji w celu podkreślenia wspólnego rodowodu, jedności i przywiązania do tradycji. Spośród nadesłanych na ogłoszony konkurs projektów do realizacji wybrano pracę kpt. Knecboka z 1 pułku piechoty Legionów. Oparł on swój projekt na motywach pieczęci jednego z kanoników wrocławskich z XIV (?) wieku. Odznaka 1 pal Leg. różniła się w sposób istotny od odznak innych pułków artylerii.
21 czerwca 1929 minister spraw wojskowych marszałek Polski Józefa Piłsudski zatwierdził wzór i regulamin odznaki 1 pułku artylerii polowej Legionów. Odznaka o wymiarach 32 × 32 mm została wykonana na podobieństwo nowych odznak pułków piechoty 1 Dywizji Piechoty Legionów. Środek zajmuje miniatura odznaki „Za Wierną Służbę” z 1916 r. Od miniatury odbiegają cztery wici-strzały oraz cztery tarcze. Na tarczach, na dwóch skrzyżowanych lufach armatnich, wpisano cyfrę „1”. Jednoczęściowa – oficerska wykonana w srebrze, bez emalii. Autorem projektu odznaki był mjr piech. Bronisław Kencbok, a wykonawcą Adam Nagalski z Warszawy.
Odznaki nadawano żołnierzom pułku, a także innym jednostkom. Otrzymało ja także Wilno. Uroczystość wręczenia odznaki miastu odbyła się we wrześniu 1937 podczas powrotu 1 pułku artylerii lekkiej z ćwiczeń. Wykonana w srebrze odznakę, wraz z odpowiednim adresem pisanym na pergaminie, przekazano na ręce prezydenta Wilna dr. Maleszewskiego.

### Oznaki
Oznaka żałobna
26 czerwca 1935 Minister Spraw Wojskowych „w celu uczczenia i utrwalenia pamięci Marszałka Józefa Piłsudskiego […] ustanowił stałą oznakę żałobną”. Oznakę stanowiła czarna obwódka, średnicy 3 mm, złożona z podwójnego czarnego sznura – jedwabnego u oficerów i podoficerów zawodowych, a bawełnianego u szeregowców i kadetów – przyszyta do krawędzi lewego naramiennika kurtki i płaszcza, i noszona stale w służbie i poza służbą do wszystkich rodzajów ubioru wojskowego. Od 1938 oznakę żałobną nosili też żołnierze 1 pal Leg.
Oznaka na naramiennikach
Żołnierze na naramiennikach nosili numer pułku – cyfrę 1. 18 lutego 1938 pułkowi została nadana nazwa „1 pułk artylerii lekkiej Legionów Józefa Piłsudskiego”. W związku z tym na naramiennikach kurtek i płaszczy, zamiast dotychczasowej jedynki wprowadzono stylizowane litery J.P.. Oficerskie były haftowane nićmi metalowymi oksydowanymi na stare srebro; pozostali żołnierze nosili hafty wykonane z białego matowego metalu.

## Żołnierze pułku

### Dowódcy i zastępcy dowódcy pułku

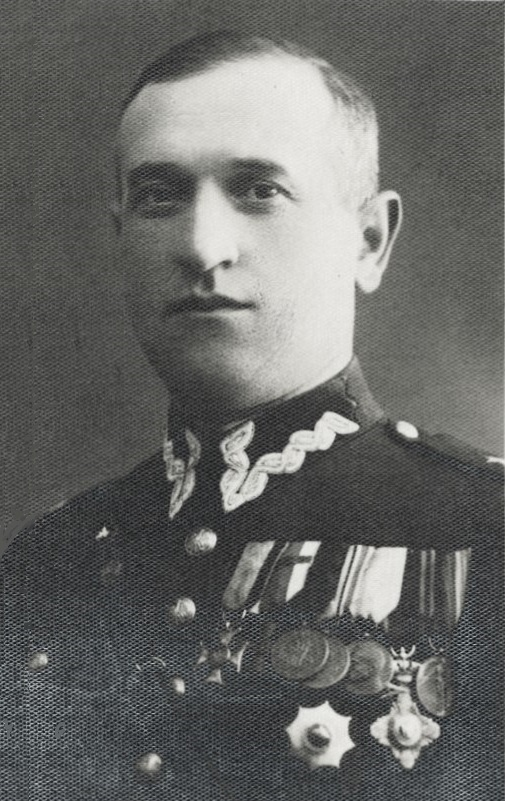
Ppłk Mieczysław Podlewski (przed 1934)

| Stopień, imię i nazwisko              | Okres pełnienia służby     | Kolejne stanowisko           |
| Dowódcy pułku                         | Dowódcy pułku              | Dowódcy pułku                |
| ------------------------------------- | -------------------------- | ---------------------------- |
| mir art. Edmund Knoll-Kownacki        | od 6 XI 1918               |                              |
| mjr / płk art. Kazimierz Schally      | X 1919 – 5 V 1927          | zca szefa Dep. Art. MSWojsk. |
| ppłk / płk art. Władysław Filipkowski | 23 V 1927 – 16 X 1935      | dowódca 1 GA                 |
| ppłk / płk dypl. art. Mikołaj Łapicki | 16 X 1935 – XI 1938        | szef sztabu DOK IX           |
| ppłk dypl. art. Stefan Czerwiński     | XI 1938 – 25 VIII 1939     | dowódca AD 1 DP Leg.         |
| ppłk art. Mieczysław Podlewski        | 25 VIII – IX 1939          | †19 XI 1939                  |
| Zastępcy dowódcy pułku                |                            |                              |
| mjr / ppłk art. Władysław Filipkowski | 11 II 1922 – 23 V 1927     |                              |
| ppłk art. Michał Gnoiński             | 23 V 1927 – 24 VII 1928    | dowódca 29 pap               |
| ppłk art. Jerzy Cegielski             | od 24 VII 1928 – 21 I 1930 | dowódca 3 pap                |
| mjr / ppłk art. Leon Pichl            | 21 I 1930 – 22 XII 1934    | szef artylerii DOWar. Wilno  |
| ppłk art. Rafał Sadowski              | od 10 IX 1935              |                              |
| ppłk art. Mieczysław Podlewski        | do 24 VIII 1939            | dowódca pułku                |

### Żołnierze 1 pal – ofiary zbrodni katyńskiej
Biogramy ofiar zbrodni katyńskiej znajdują się między innymi w bazach udostępnionych przez Ministerstwo Kultury i Dziedzictwa Narodowego oraz Muzeum Katyńskie.
| Stopień, imię i nazwisko         | zawód              | miejsce pracy przed mobilizacją      | zamordowany |
| -------------------------------- | ------------------ | ------------------------------------ | ----------- |
| ppor. rez. Stanisław Bursa       | nauczyciel         |                                      | Katyń       |
| ppor. rez. Zygmunt Cegliński     | inżynier chemik    | pracował w Warszawie                 | Charków     |
| ppor. rez. Stanisław Ciszkiewicz | urzędnik           | Bank Tow. Spółdzielczego w Warszawie | Katyń       |
| kpt. rez. Stanisław Jastrzębski  | lekarz weterynarii |                                      | BLK         |
| ppor. rez. Edward Karlsbad       | inżynier           | Fabryka Jedwabiu w Tomaszowie Maz.   | Charków     |
| ppor. rez. Tadeusz Kukowski      | inżynier chemik    |                                      | Katyń       |
| por. rez. Antoni Nojszewski      | prawnik            | aplikant sądowy                      | Katyń       |
| ppor. rez. Albin Rodziewicz      | urzędnik           | urząd skarbowy                       | Charków     |
| por. Emil Schöttel               | żołnierz zawodowy  |                                      | Katyń       |
| ppor. Kazimierz Urban            | żołnierz zawodowy  |                                      | Charków     |
| ppor. rez. Józef Zapaśnik        | inżynier rolnik    |                                      | Charków     |
| ppor. Franciszek Zydel           | żołnierz zawodowy  |                                      | Katyń       |

## Kontynuacja tradycji
Z dniem 4 marca 2014 tradycje 1 pap Leg. i 1 pal Leg. przejął i z honorem kultywuje 1 dywizjon artylerii samobieżnej 5 Lubuskiego pułku artylerii w Sulechowie.